# Порнопедија
Порнопедија (изворно: Pornopedia, са поднасловом: секси енциклопедија) је тип викија (вики-пројекта) односно енциклопедије који ствара слободно знање о порнографији, еротици, сексуалности и свему што је сродно томе, укључујући глумце, режисере, филмове, књиге, играчке.
Енциклопедију је у садашњем облику основао 26. јуна 2008. године бивши немачки порнографски глумац Тил Кремер. Дозвољена је за уређивање регистрованим корисницима.
Порнопедија је тренутно доступна на 14 језика међу којима је и српски. Од 21. јуна 2014. године доступан је и локални .rs домен (www.pornopedia.rs).